# Lijst van rijksmonumenten in Harmelen
De plaats Harmelen telt 26 inschrijvingen in het rijksmonumentenregister. Hieronder een overzicht.
| Object                                                                    | Oorspronkelijke functie? | Bouwjaar                     | Architect | Locatie               | Coördinaten?                 | Nr.?   | Afbeelding            |
| ------------------------------------------------------------------------- | ------------------------ | ---------------------------- | --------- | --------------------- | ---------------------------- | ------ | --------------------- |
| Boerderij met rieten wolfdak                                              | Boerderij                | 1784                         |           | Breudijk 25A          | 52° 6' 5" NB, 4° 57' 20" OL  | 20810  | Meer afbeeldingen     |
| Gepleisterde boerderij "Oosterheem"                                       | Boerderij                | 17e of vroeg uit de 18e eeuw |           | Breudijk 22           | 52° 6' 1" NB, 4° 57' 1" OL   | 20811  | Meer afbeeldingen     |
| Boerderij "Landzicht"                                                     | Boerderij                | 17e/18e eeuw                 |           | Breudijk 51           | 52° 6' 34" NB, 4° 58' 29" OL | 20812  | Boerderij "Landzicht" |
| Boerderij "Land-zicht"                                                    | Boerderij                | 17e/18e eeuw                 |           | Breudijk 51A          | 52° 6' 33" NB, 4° 58' 29" OL | 20813  | Meer afbeeldingen     |
| Gemeentehuis                                                              | Overheidsgebouw          | 18e eeuw                     |           | Dorpsstraat 34        | 52° 5' 30" NB, 4° 57' 50" OL | 20814  | Meer afbeeldingen     |
| Dorpswelvaren, pand met verdieping en hoog schilddak: voormalig dorpscafé | Werk-woonhuis            | 17e/18e eeuw                 |           | Dorpsstraat 40        | 52° 5' 30" NB, 4° 57' 49" OL | 20815  | Meer afbeeldingen     |
| Woutrina Elisabeth hoeve                                                  | Boerderij                | 18e eeuw                     |           | Haanwijk 1            | 52° 5' 22" NB, 4° 57' 25" OL | 20816  | Meer afbeeldingen     |
| Noordborgh                                                                | Boerderij                | 18e eeuw                     |           | Haanwijk 31           | 52° 5' 44" NB, 4° 56' 35" OL | 20818  | Meer afbeeldingen     |
| Gepleisterde boerderij                                                    | Boerderij                | 18e of eerste helft 19e eeuw |           | Harmelerwaard 21      | 52° 5' 32" NB, 4° 59' 34" OL | 20819  | Meer afbeeldingen     |
| Boerderij De Koepel                                                       | Boerderij                | 17e/18e eeuw                 |           | Harmelerwaard 3       | 52° 5' 24" NB, 4° 58' 21" OL | 20820  | Meer afbeeldingen     |
| Boerderij, gepleisterd langhuis, afgewolfde voorgevel, rietgedekt         | Boerderij                | 17e eeuw (kern)              |           | Harmelerwaard 12      | 52° 5' 21" NB, 4° 59' 1" OL  | 20821  | Meer afbeeldingen     |
| Kelders van het voormalige Huis van Harmelen                              | Kasteel, buitenplaats    | late middeleeuwen            |           | Kasteellaan 1         | 52° 5' 46" NB, 4° 58' 3" OL  | 20822  | Meer afbeeldingen     |
| Duiventoren van het Huis Harmelen                                         | Tuin, park en plantsoen  | 18e eeuw                     |           | Joncheerelaan 8 (bij) | 52° 5' 42" NB, 4° 57' 55" OL | 20823  | Meer afbeeldingen     |
| Omgrachting van het Huis Harmelen                                         | Omwalling                | late middeleeuwen            |           | Kasteellaan bij 1     | 52° 5' 44" NB, 4° 58' 5" OL  | 20824  | Meer afbeeldingen     |
| Ned.Herv.Kerk                                                             | Kerk en kerkonderdeel    | ca. 15e eeuw                 |           | Kerkplein 1           | 52° 5' 29" NB, 4° 57' 52" OL | 20825  | Meer afbeeldingen     |
| Kloosterhoeve, gepleisterde boerderij onder met riet gedekt wolfdak       | Boerderij                | wellicht 18e eeuw            |           | Kloosterweg 2         | 52° 5' 27" NB, 4° 57' 51" OL | 20826  | Meer afbeeldingen     |
| Boerderij onder rieten wolfdak                                            | Boerderij                | 18e eeuw                     |           | Reijerscop 6          | 52° 4' 42" NB, 4° 59' 25" OL | 20827  | Meer afbeeldingen     |
| Johan's hoeve                                                             | Boerderij                | 18e eeuw                     |           | Reijerscop 11         | 52° 4' 37" NB, 4° 58' 58" OL | 20828  | Meer afbeeldingen     |
| Hoeve "Linquenda"                                                         | Boerderij                | 18e eeuw                     |           | Reijerscop 36         | 52° 4' 44" NB, 4° 56' 52" OL | 20829  | Meer afbeeldingen     |
| Gepleisterd pandje onder overstekend pannen zadeldak                      | Woonhuis                 | midden 19e eeuw              |           | Tiendweg 42           | 52° 6' 0" NB, 4° 57' 37" OL  | 20830  | Meer afbeeldingen     |
| Marienberg                                                                | Boerderij                | aanvang 19e eeuw             |           | Utrechtsestraatweg 5  | 52° 5' 17" NB, 4° 58' 29" OL | 20831  | Marienberg            |
| Boerderij, langhuis                                                       | Boerderij                | 18e eeuw                     |           | Utrechtsestraatweg 35 | 52° 5' 23" NB, 4° 59' 42" OL | 20832  | Boerderij, langhuis   |
| H. Bavo: kerk                                                             | Kerk en kerkonderdeel    | 1916                         | Jan Stuyt | Ambachtsheerelaan 2   | 52° 5' 32" NB, 4° 57' 43" OL | 517415 | Meer afbeeldingen     |
| H. Bavo: pastorie                                                         | Kerkelijke dienstwoning  | 1916                         | Jan Stuyt | De Joncheerelaan 7    | 52° 5' 33" NB, 4° 57' 44" OL | 517416 | Meer afbeeldingen     |
| Kaaspakhuis                                                               | Opslag                   | 1888                         |           | Dorpsstraat 157       | 52° 5' 26" NB, 4° 57' 36" OL | 517420 | Meer afbeeldingen     |
| Haanwijkersluis, schutsluis                                               | Waterkering en -doorlaat | 1880-1900 / 1930             |           | Jaagpad bij 16        | 52° 5' 24" NB, 4° 57' 17" OL | 517421 | Meer afbeeldingen     |